# Maresquel-Ecquemicourt
Maresquel-Ecquemicourt é uma comuna francesa na região administrativa de Altos da França, no departamento de Pas-de-Calais. Estende-se por uma área de 7,89 km². Em 2010 a comuna tinha 1 016 habitantes (densidade: 128,8 hab./km²).